# MSN TV

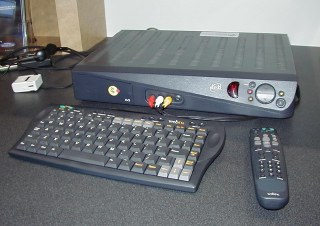
MSN TV的硬體裝置

MSN TV（前稱WebTV）是一組裝置，包含了連接至電視或顯示器的精簡用戶端，提供上網功能，以及線上服務。這個裝置最早由WebTV所發展，之後這個公司被微軟購併，加入MSN服務之中，將其改稱MSN TV。類似於Google TV，MSN TV提供一個連結器，讓電視可以連上網際網路，以存取MSN提供的服務。
2013年7月1日，MSN TV的使用者接到一封電子郵件，告知這個客户服務將在2013年9月30日結束，而服務將會持續到2014年1月15日。此後這個裝置退出市場。

## 歷史
1995年，WebTV成立。

## 外部連結
- MSN TV 網站 （页面存档备份，存于）